# جون بورتون (ممثل)
جون بورتون (بالإنجليزية: John Burton)‏ هو ممثل بريطاني، ولد في 14 مايو 1967.
اشتهر بدوره الطويل في شخصية الرقيب دانييل غودفيلو في مسلسل الأب براون على بي بي سي.

## وصلات خارجية
- جون بورتون على موقع IMDb (الإنجليزية)
- جون بورتون على موقع قاعدة بيانات الفيلم (الإنجليزية)